# Hydractinia thatcheri
Hydractinia thatcheri är en nässeldjursart som beskrevs av Chapman 1931. Hydractinia thatcheri ingår i släktet Hydractinia och familjen Hydractiniidae. Inga underarter finns listade i Catalogue of Life.